# 斐烏沙刺鎧蝦
斐烏沙刺鎧蝦（学名：Munida pherusa）为鎧甲蝦科刺鎧蝦屬下的一个种。